# Клерже, Георгий Иосифович
Георгий Иосифович Клерже (7 (19) апреля 1883, Эриванская губерния — 1938, Шанхай) — полковник царской армии, генерал-лейтенант Белого движения. Командир Персидской казачьей дивизии (1917—1918), начальник штаба у атамана Г. М. Семёнова (1921), эмигрант, мемуарист, расстрелян японскими властями в Шанхае.

## Биография

### Ранние годы. В Императорской армии
Георгий Клерже родился 7 (19) апреля 1883 году в Эриванской губернии в семье есаула Иосифа Клерже. Окончил Второй Московский кадетский корпус (1901), откуда поступил в Павловское военное училище (1903). В 1909 году он стал выпускником Николаевской академии Генерального штаба (по первому разряду).
По окончании училища Клерже был выпущен в 155-й пехотный Кубинский полк, затем он служил в 314-м пехотном Кадниковском полку и в 15-м гренадёрском Тифлисском полку. Был произведён в чин подпоручика со старшинством с августа 1903 года, а позже — и поручика (со старшинством с августа 1906). После обучения в Академии Генштаба Клерже стал штабс-капитаном (со старшинством с апреля 1909). Приказом по Генеральному штабу № 18 он был прикомандирован к 15-му полку на два года для командования ротой.
Георгий Иосифович являлся обер-офицером для поручений при штабе Кавказского военного округа. Произведён в капитана в декабре 1912 года (со старшинством годом ранее). По состоянию на 1914 год он был в том же чине и должности. За несколько месяцев до начала Первой мировой войны Клерже «был переименован» в гражданский чин — стал коллежским асессором. Но с началом войны он вновь стал капитаном (ноябрь 1914) и получил назначение обер-офицером для поручений при штабе 1-го Кавказского армейского корпуса.
Дослужился до подполковника в июне 1915 года: состоял помощником делопроизводителя главного управления Генштаба. Затем, в декабре 1916 года, он стал полковником и в начале 1917 года был назначен на пост делопроизводителя главного управления. В том же году Клерже возглавил шахскую казачью дивизию в Персии. В конце года он был уволен из армии.

### Революция и гражданская война
Позднее Георгий Иосифович вспоминал, как однажды летом 1917 года на конспиративном заседании кружка «корниловского толка» он неожиданно для себя услышал, «что, мол, созревшее движение… возглавить должен не кто иной, как уже известный на всю Россию герой Рижского залива… адмирал А. В. Колчак». Заявление показалось ему странным — «о генерале Л. Г. Корнилове… ничего ни разу не было сказано… Выходило так, как-будто всё движение до сего времени исходило только от имени адмирала Колчака и под его непосредственным контролем и руководством».
С августа 1918 года Клерже жил с семьей в Перми — после захвата города белыми войсками перебрался в Екатеринбург. Был обвинён в сотрудничестве с большевиками: следствие по его делу длилось почти весь 1919 год и было закрыто по личному разпоряжению адмирала Колчака. После этого он возглавил Осведомительное управление (Осведверх) при штабе Верховного Главнокомандующего. Стал генерал-майором (1919).
При отступлении белой армии Клерже добрался до города Красноярск с поездом Осведомительного управления, где, по причине антиколчаковского восстания, был вынужден покинуть свой эшелон и пробираться далее уже в одиночку. Сумел добраться до Иркутска, а оттуда — с эшелонами чехословацкого корпуса — и в Забайкалье. В 1920 году Георгий Иосифович стал генералом для поручений при атамане Г. М. Семёнове — главнокомандующем всеми вооруженными силами Российской Восточной окраины. После раскола белых на «семёновцев» и «каппелевцев» он стал начальником штаба у Семёнова (с июля по сентябрь 1921). В этот период был произведён в чин генерал-лейтенанта.

### В эмиграции. Расстрел
По окончании активной фазы Гражданской войны Георгий Клерже оказался в эмиграции в Китае, где пять лет был военным советником маршала Чжан Цзолина (1922—1927). Затем, с 1931 по 1933 год, Георгий Иосифович работал редактором ежедневной вечерней газеты «Мукден». С 1935 года проживал в Шанхае, где являлся вице-председателем организационного совещания при местном кафедральном соборе. 22 января 1938 года он был арестован японскими властями и, согласно некоторым данным, расстрелян.
В литературе существует версия, что Клерже работал на советскую разведку и его арест японской администрацией связан с бегством из СССР начальника управления НКВД по Дальневосточному краю Г. С. Люшкова. Люшков, в своё время руководивший массовыми репрессиями против командования Особой Краснознамённой Дальневосточной армии (ОКДВА), к 1938 году сам оказался под угрозой ареста. Утверждается, что полученные от Люшкова сведения позволили японской контрразведке вывести из игры многих советских агентов — среди которых был и Георгий Иосифович Клерже. Соотнесение дат побега Люшкова (13 июня 1938 года) и ареста Клерже дают основания для сомнения в этой версии.

## Награды
- Орден Святого Владимира 3 степени (1916)[3]

## Сочинения
- Клерже Г. И. Революция и гражданская война. Личные воспоминания. Ч. 1. — Мукден: типография газеты «Мукден», 1932. — 204 с.